# Aleksander Krupkowski
Aleksander Wacław Krupkowski (ur. 27 marca 1894 w Nadarzynie k. Warszawy, zm. 1 maja 1978 w Krakowie) – polski metalurg i metaloznawca, profesor Akademii Górniczo Hutniczej, członek rzeczywisty PAN (1952), autor prac z zakresu teorii procesów metalurgicznych, głównie metali nieżelaznych, oraz fizykochemii i podstaw termodynamiki stopów tych metali.

## Życiorys
Urodził się w rodzinie Hieronima, nauczyciela wiejskiego, i Pauliny z Nowickich. Od 1904 uczęszczał do V Gimnazjum w  Warszawie, lecz po strajku szkolnym 1905 kształcił się samodzielnie w zakresie szkoły średniej. W 1912 ukończył szkołę realno-handlową w Petersburgu, następnie studiował metalurgię w Instytucie Politechnicznym w Petersburgu, w 1917 uzyskał tytuł inżyniera. W latach 1918–1920 nauczał chemii w gimnazjum w Łomży, w latach 1920–1921 w Państwowej Szkole Włókienniczej w Łodzi. W 1921 podjął pracę jako asystent w Katedrze Technologii Metali na Politechnice Warszawskiej, gdzie w 1928 na podstawie pracy Badania nad stopami niklu z miedzią uzyskał doktorat, a dwa lata później habilitował się na podstawie rozprawy Mechaniczne własności miedzi i został docentem. W 1930 przeniósł się na Akademię Górniczo Hutniczą w Krakowie, gdzie został mianowany profesorem nadzwyczajnym, a w 1939 profesorem zwyczajnym na Wydziale Hutniczym.
W 1939 w czasie tzw. Sonderaktion Krakau został aresztowany i osadzony w Sachsenhausen, a po zwolnieniu w lutym 1940 nauczał początkowo w Szkole Handlowej a następnie, do zakończenia wojny, w Technicznej Szkole Górniczo-Hutniczo-Mierniczej w Krakowie.
W latach 1945–1964 kierował Katedrą Metalurgii Metali Nieżelaznych AGH. Był też w latach (1953–1968) kierownikiem mieszczącego się w Krakowie Zakładu Metali IPPT PAN, który w 1977 został przekształcony w Instytut Podstaw Metalurgii PAN (obecnie Instytut Metalurgii i Inżynierii Materiałowej im. Aleksandra Krupkowskiego PAN). Od 1969 do śmierci był przewodniczącym jego Rady Naukowej. 
W latach 1962–1965 był wiceprezesem PAN, a w 1966–1965 przewodniczącym Oddziału PAN w Krakowie. Był też wieloletnim przewodniczącym Komitetu Hutnictwa PAN. 
W uznaniu wybitnych zasług i osiągnięć naukowych otrzymał w 1961 doktorat honoris causa na Akademii Górniczej we Freibergu, w 1964 otrzymał tytuł doktora honoris causa Akademii Górniczo-Hutniczej.
Zmarł w Krakowie, pochowany na cmentarzu Rakowickim (kwatera XXVIB-płn-3).

## Ordery i odznaczenia
- Order Budowniczych Polski Ludowej (1964)[6]
- Order Sztandaru Pracy I klasy (1958)
- Order Sztandaru Pracy II klasy (16 lipca 1954)[7]
- Krzyż Oficerski Orderu Odrodzenia Polski (22 lipca 1951)[8]
- Złoty Krzyż Zasługi (15 listopada 1946)[9]
- Medal 10-lecia Polski Ludowej (15 stycznia 1955)[10]
- Odznaka 1000-lecia Państwa Polskiego[3]
- Odznaka tytułu honorowego „Zasłużony Hutnik PRL” (1966)[2][3]
- Złota Odznaka Stowarzyszenia Inżynierów i Techników Przemysłu Hutniczego[3]
- Złota Odznaka „Za Pracę Społeczną dla miasta Krakowa” (27 października 1969)[11]
- Medal Honorowy Wydziału Metalurgicznego AGH (1974)[3]
- Medal Honorowy Francuskiego Towarzystwa Metalurgicznego (Francja, 1969)[2][3]

## Nagrody
- Państwowa Nagroda Naukowa I stopnia za całokształt prac w dziedzinie metalurgii (1949)[3]
- Nagroda Państwowa III stopnia (zespołowa) za opracowanie stopów miedziano-krzemowych i wprowadzenie ich do produkcji odlewów (1952)[3][12]
- Nagroda Państwowa II stopnia (zespołowa) za opracowanie i wdrożenie w praktyce przemysłowych wysokowartościowych stopów nieżelaznych (1955)[3][13]
- Nagroda Państwowa I stopnia za rozwinięcie teorii redukcji tlenków, roztworów i kondensacji par metali (1966)[3]
- nagroda specjalna Roku Nauki Polskiej za zbadanie mechanizmu rozpadu metastabilnych faz metalicznych typu α na przykładzie stopów aluminiowo-cynkowych (1973)[3]

## Upamiętnienie
- Od 19 października 1979 prof. Aleksander Krupkowski jest Patronem pawilonu A-2 (siedziba Wydziału Metali Nieżelaznych AGH), a na I piętrze znajduje się tablica Jemu dedykowana[3].
- Decyzją nr 27/80 Sekretarza Naukowego PAN z dnia 7 maja 1980, Instytut Podstaw Metalurgii otrzymał nazwę „Instytut Podstaw Metalurgii im. Aleksandra Krupkowskiego Polskiej Akademii Nauk”[3], od 1994 Instytut Metalurgii i Inżynierii Materiałowej im. Aleksandra Krupkowskiego Polskiej Akademii Nauk.
- 16 listopada 2012 w Instytucie Metalurgii i Inżynierii Materiałowej im. Aleksandra Krupkowskiego PAN została odsłonięta tablica pamiątkowa poświęcona prof. Aleksandrowi Krupkowskiemu[3].